# Luperus perlucidus
Luperus perlucidus là một loài bọ cánh cứng trong họ Chrysomelidae. Loài này được Khnzoryan miêu tả khoa học năm 1956.